# 八重瀨町
八重瀨町（日语：／ Yaese chō */?，琉球語：／ ），位於琉球列島沖繩群島沖繩島南部。為2006年1月1日東風平町與具志頭村合併而成。町內區域為二次大戰末沖繩島戰役末期戰事最激烈的地區之一。

## 地理

### 轄區
| - 安里 - 新城 - 伊霸 - 上田原 - 大頓 - 宜次 - 具志頭 - 小城 | - 後原 - 東風平 - 志多伯 - 高良 - 當銘 - 友寄 - 富盛 - 仲座 | - 長毛 - 玻名城 - 外間 - 港川 - 屋宜原 - 與座 - 世名城 |

## 歷史
| 時間     | 行政劃分   | 行政劃分   |
| 琉球王國 | 東風平間切 | 具志頭間切 |
| 1900年代 | 東風平村   | 具志頭村   |
| 1910年代 | 東風平村   | 具志頭村   |
| 1920年代 | 東風平村   | 具志頭村   |
| 1930年代 | 東風平村   | 具志頭村   |
| 1940年代 | 東風平村   | 具志頭村   |
| 1950年代 | 東風平村   | 具志頭村   |
| 1960年代 | 東風平村   | 具志頭村   |
| 1970年代 | 東風平町   | 具志頭村   |
| 1980年代 | 東風平町   | 具志頭村   |
| 1990年代 | 東風平町   | 具志頭村   |
| 2000年代 | 八重瀨町   | 八重瀨町   |

- 1896年4月1日：實施郡區制，為島尻郡轄下東風平間切及具志頭間切。
- 1908年4月1日：實施島嶼町村制，改設為東風平村及具志頭村。
- 1979年10月1日：東風平村改制為東風平町。
- 2002年：東風平町、具志頭村、南風原町、大里村成立合併協議會，但因為南風原町最後反對而取消而使協議會解散。解散後大里村改與玉城村、知念村、佐敷町成立合併協議會，並於2006年合併為南城市。
- 2004年秋天：東風平町與具志頭村重新成立合併協議會，商討合併事宜。
- 2006年1月1日：東風平町和具志頭村正式合併，以區域內的八重瀨岳為名，合併後新名稱定為八重瀨町。

## 交通

### 道路
| 一般國道 - 國道331號 - 國道506號（那霸機場自動車道） - 國道507號 主要地方道 - 沖繩縣道77號糸滿與那原線 - 沖繩縣道82號那霸糸滿線 | 一般縣道 - 沖繩縣道15號線 - 沖繩縣道17號線 - 沖繩縣道48號線 - 沖繩縣道52號線 - 沖繩縣道54號線 - 沖繩縣道131號線 - 沖繩縣道134號線 - 沖繩縣道249號東風平豐見城線 - 沖繩縣道250號糸滿具志頭線 |

## 觀光景點
- 沖繩戰跡國定公園

## 教育

### 高等學校
| - 沖繩縣立南部工業高等學校 （页面存档备份，存于） - 沖繩縣立南部商業高等學校 （页面存档备份，存于） | - 沖繩縣立向陽高等學校 （页面存档备份，存于） |

### 中學校
| - 八重瀨町立東風平中學校 | - 八重瀨町立具志頭中學校 |

### 小學校
| - 八重瀨町立東風平小學校 （页面存档备份，存于） - 八重瀨町立具志頭小學校 | - 八重瀨町立白川小學校 - 八重瀨町立新城小學校 |

### 特殊學校
- 沖繩縣立島尻養護學校 （页面存档备份，存于）

## 本地出身之名人
- 謝花昇（沖繩縣的自由民權運動之父）
- 大城友彌（視障歌手）
- HITOE（新垣仁繪）：歌手

## 外部連結
- 東風平町、具志頭村合併協議會
- OpenStreetMap上有關八重瀨町的地理